# Smittina papillifera
Smittina papillifera är en mossdjursart som först beskrevs av William MacGillivray 1869.  Smittina papillifera ingår i släktet Smittina och familjen Smittinidae. Inga underarter finns listade i Catalogue of Life.